# Пучкова, Таисия Александровна
Таисия Александровна Пучкова — советский хозяйственный, государственный и политический деятель, Герой Социалистического Труда.

## Биография
Родилась в 1948 году в деревне Берёзкино. Член КПСС.
С 1965 года — на хозяйственной, общественной и политической работе. В 1965—2003 гг. — телятница в совхозе «Рыбалковский» Томского района, санитарка в Берёзкинском сельском медпункте, доярка в Берёзкинском отделении совхоза «Рыбалковский», доярка, секретарь партийной организации фермы совхоза «Октябрь» Томского района Томской области.
Указом Президиума Верховного Совета СССР от 7 июня 1985 года за достижение выдающихся успехов и трудовой героизм, проявленный в выполнении планов и социалистических обязательств по увеличению производства и продажи молока государству, присвоено звание Героя Социалистического Труда с вручением ордена Ленина и золотой медали «Серп и Молот».
Делегат XXVII съезда КПСС.
Живёт в селе Берёзкине.